# Rapidkreuzer

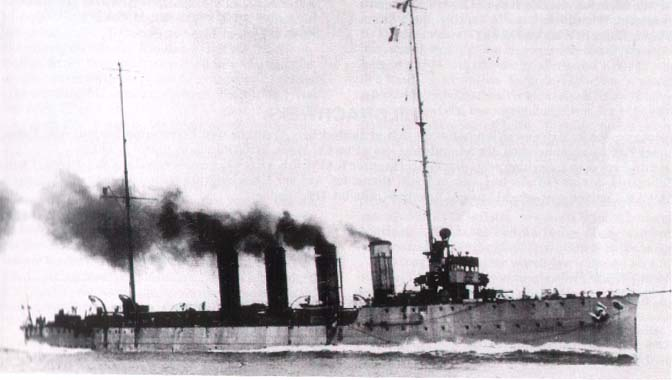
SMS Helgoland

Rapidkreuzer war ein Kriegsschifftyp der Marine Österreich-Ungarns, der dem Aufklärungskreuzer anderer Flotten vergleichbar war. Es wurden vier Einheiten in Dienst gestellt: Seiner Majestät Schiffe Admiral Spaun (1910), Saida, Helgoland (1914) und Novara (1915). Sie trugen eine Hauptbewaffnung von 10-cm-Kanonen und Torpedorohren und besaßen eine leichte Panzerung. Für ihre Zeit waren sie mit 27 kn recht schnell.
Diese Schiffe erwiesen sich als ideal geeignet für den Seekrieg in der Adria und trugen gemeinsam mit den Zerstörern der Tátra-Klasse die Hauptlast der Kämpfe. Sie unternahmen zahlreiche schnelle Vorstöße auf italienische Häfen. Die spektakulärste Aktion war der erfolgreiche Angriff von Novara, Helgoland und Saida auf die Otranto-Sperre am 15. Mai 1917.
Einziger wesentlicher Schwachpunkt der Rapidkreuzer war ihre zu leichte Hauptartillerie, weshalb es Überlegungen zur Umbewaffnung mit Geschützen des Kalibers 12 oder 15 cm gab. Wegen der Kriegslage kam es nicht dazu. Dafür wurde die Zahl der Torpedorohre auf sechs (Admiral Spaun: acht) gesteigert.
Drei weitere Schiffe mit einer stärkeren Hauptbewaffnung mit 12-cm-Kanonen und einer Höchstgeschwindigkeit von 30 kn, die Ersatz Zenta-Klasse, waren projektiert, kamen jedoch über das Planungsstadium nicht hinaus.
Nach dem Krieg mussten die Rapidkreuzer an die Siegermächte abgeliefert werden. Admiral Spaun kam an Großbritannien und wurde 1922 abgewrackt. Frankreich reihte Novara unter dem Namen Thionville in seine Flotte ein. Das Schiff wurde 1932 gestrichen. Italien übernahm Helgoland und Saida als Brindisi und Venezia, welche 1937 außer Dienst gestellt wurden.